# Louis Sutton
Louis Sutton (27 mei 2002) is een Brits wielrenner.

## Carrière
In 2023 en 2024 behaalde Sutton enkele overwinningen en ereplaatsen in de Franse en Spaanse amateurcircuits. In de vijfde etappe van de Ronde van de Toekomst in 2024 sprintte hij, vanuit de vroege vlucht, naar de derde plaats. Twee weken later werd hij geselecteerd om namens een nationale selectie deel te nemen aan de Ronde van Groot-Brittannië.
In 2025 werd Sutton prof bij Euskaltel-Euskadi. Zijn debuut voor de ploeg maakte hij in de Clàssica Camp de Morvedre, waar hij op plek 52 eindigde. In maart van dat jaar werd hij vijftiende in het eindklassement van de Ronde van Taiwan.

## Resultaten in voornaamste wedstrijden
|      | \| Jaar \| Clásica San Sebastián \| \| ---- \| --------------------- \| \| 2025 \| opgave \| |
| Jaar | Clásica San Sebastián                                                                        |
| 2025 | opgave                                                                                       |

## Ploegen
- 2025 –  Euskaltel-Euskadi